# Astrid Sampe
Anna Astrid Sampe, under en period Sampe-Hultberg, född 27 maj 1909 i Nacka församling i Stockholms län, död 1 januari 2002 i Farsta församling i Stockholm, var en svensk formgivare som arbetade huvudsakligen med textil.

## Utbildning och verk

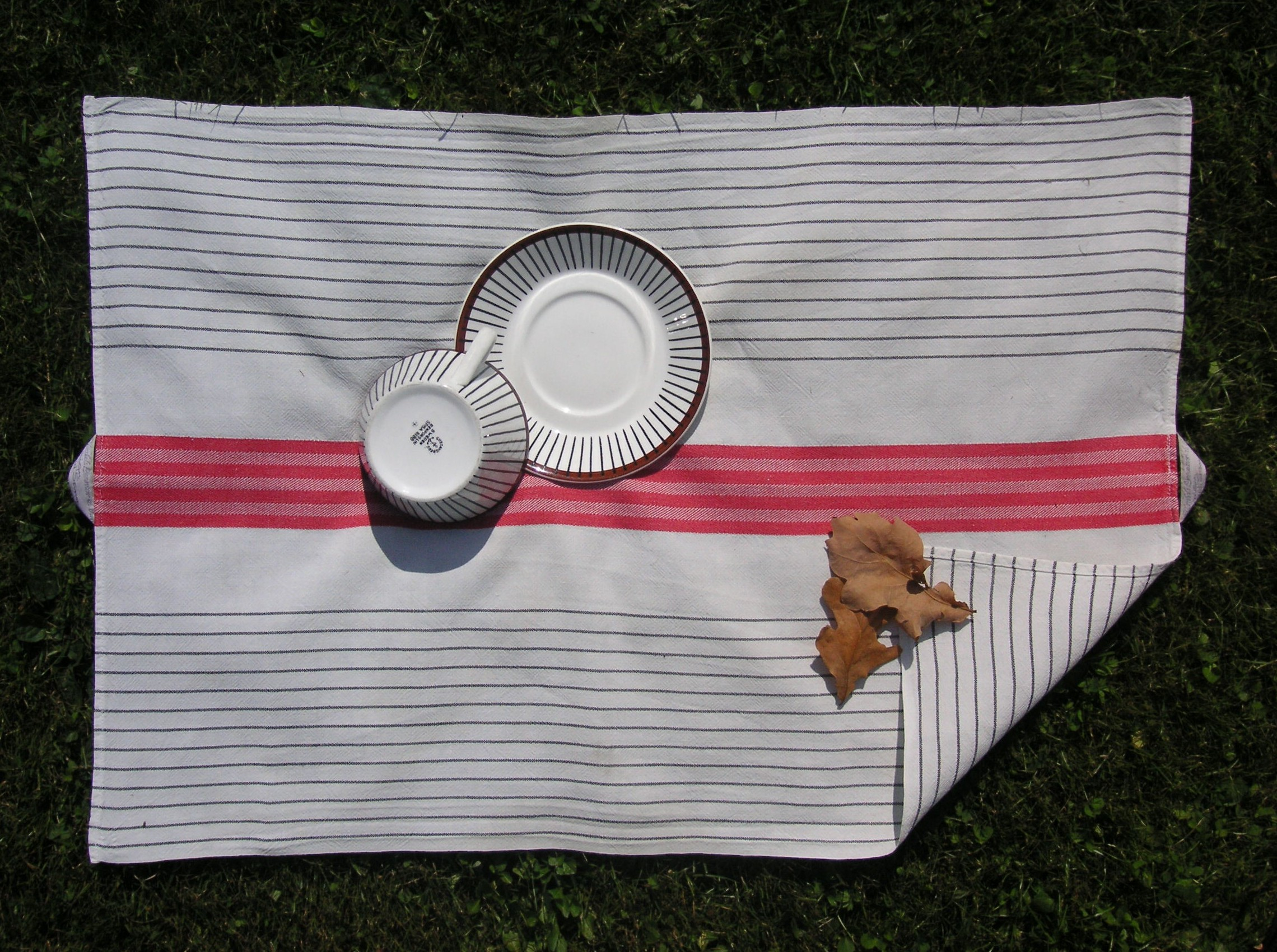
Kökstrivsel och
Stig Lindbergs Spisa Ribb

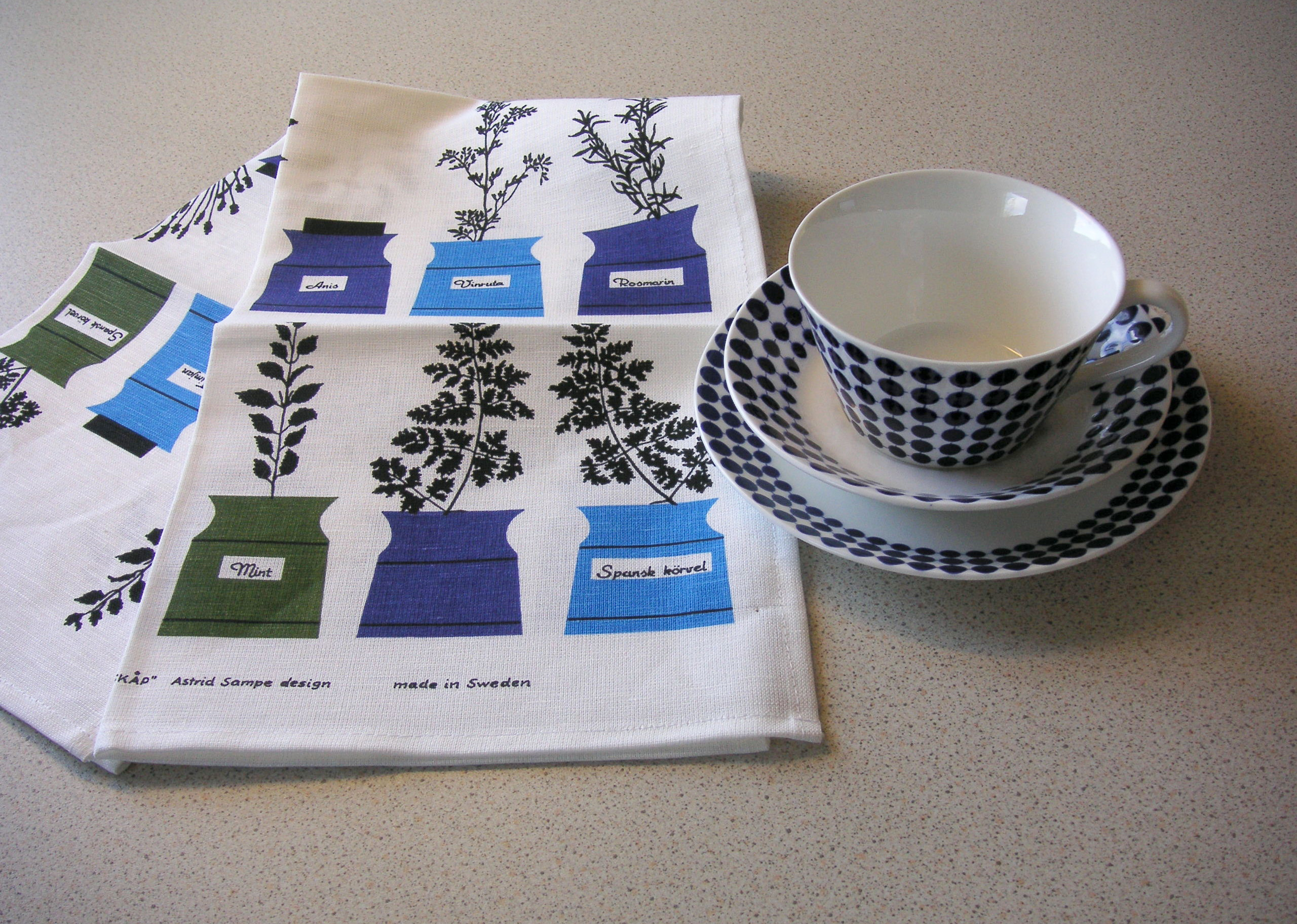
Perssons kryddskåp och
Stig Lindbergs Adam

Astrid Sampe var dotter till textilfabrikören Otto (Pettersson) Sampe och Anna Larson. Hon växte upp i Borås där fadern drev en textilindustri och hon fick redan som barn efter läxläsningen hjälpa till med olika moment vid tillverkningen.
Hon utbildade sig åren 1928–1932 vid Högre konstindustriella skolan i Stockholm och senare vid Royal College of Art i London samt som Svenska slöjdföreningens stipendiat genom självstudier under resor till Tyskland, Frankrike, Italien och Tjeckoslovakien 1934. Resan resulterade i en längre rapport om svensk textilindustris möjligheter att producera tryckta tyger. Hon anställdes som formgivare på Nordiska Kompaniet 1936, där hon ett år senare blev chef för NK:s nystartade Textilkammare för att 1960 utses till disponent och medlem i direktionen. År 1939 arbetade hon med utformningen av NK:s sportstugerum på världsutställningen i New York. Hon samarbetade även med möbelformgivaren Elias Svedberg.
Astrid Sampe brukar även räknas till den första textildesignern som introducerade vattentålig och brandsäker glasfiber i Sverige (1946).
På H55, Helsingborgsutställningen 1955, presenterades Linnelinjen, en revolution av det svenska linneskåpet initierad och skapad av Astrid Sampe och Marianne Nilsson för Almedahls fabriker. Nya format, mönster och dessutom färg på lakan, servetter och kökshanddukar. Där ingick även Kökstrivsel, en kökshandduk i linne med röda och svarta ”fartränder”. Det var helt i linje med Svenska Slöjdföreningens slogan ”vackrare vardagsvaran”. Handduken tillverkas fortfarande efter över femtio år av Klässbols linneväveri i Värmland.
På 1950-talet var tryckta handdukar något nytt och det blev mycket populärt i Sverige. Särskilt Astrid Sampes Perssons kryddskåp som var tillägnat keramikern Signe Persson Melin, som i början till 1950-talet gjorde en uppmärksammad serie kryddburkar i keramik med lock av kork. 1952 inledde hon ett samarbete med Kasthalls mattfabrik i Kinna där hon formgav en serie Wiltonmattor som var svagt randat eller med återhållet geometriska figurer.
Från 1946 och framåt samarbetade hon med en rad arkitekter med det textilas miljöskapande roll och inredde eller medarbetade vid inredningen vid ett flertal svenska beskickningar bland annat ambassaderna i Washington och Tokyo. Hon var delaktig vid den textila inredningen av Tekniska högskolans kårhus i Stockholm och för Dag Hammarskjöldbiblioteket i FN-huset i New York komponerade hon praktmattorna. Mattornas mönster är inspirerade av fem olika trädslag från de fem världsdelarna. Sedan 1948 var hon även anlitad som formgivare av Knoll International textile section och Amerikas största mattfabrik Vigelo i Connecticut.
År 1972 lämnade Sampe NK och startade en egen ateljé i Stockholm för att formge textilier och inredningar. Hon valdes in som hedersledamot i Faculty of Royal Disigners of Industries i London 1949. Separat ställde hon ut ett par gånger i New York och i London. Hon medverkade i världsutställningen 1937, världsutställningen 1939 och i utställningarna Tribut to Sweden 1960 samt ett stort antal svenska konsthantverksutställningar. Tillsammans med Vera Diurson utgav hon boken Textil bilderbok.
Sampe är representerad vid Nationalmuseum i Stockholm, Röhsska museet, Armémuseum, Kalmar läns museum, Jönköpings läns museum, Nordiska museet, Helsingborgs museum, Kulturen, Malmö museum, Helsingborgs museum, Sörmlands museum och Jamtli, Museum of Modern Art i New York, Victoria and Albert Museum i London, Walker Art Center Museum i Minneapolis och Nordenfjeldske Kunstindustrimuseum i Trondheim.

## Familj
Astrid Sampe var under perioden 1936–1952 gift med direktören Sten Hultberg (1909–2002), son till boktryckaren, sedermera reklamspecialisten Albin Ernst Ludvig Hultberg och Nancy Elsa Sofia Rosengren (omgift Säflund). Under äktenskapet hette hon först Hultberg och sedan Sampe-Hultberg. De fick barnen Monica Backström (född 1939) och Henrik Hultberg (född 1942).

## Utmärkelser
- Grand Prix på Milanotriennalen 1954
- Gregor Paulsson-trofén 1956
- California State Fairs guldmedalj 1961
- Hedersdoktorat vid konstnärliga fakulteten vid Göteborgs universitet 1989[28]